# Boubers-sur-Canche
Boubers-sur-Canche is een gemeente in het Franse departement Pas-de-Calais (regio Hauts-de-France) en telt 606 inwoners (1999). De plaats maakt deel uit van het arrondissement Arras.

## Geografie
De oppervlakte van Boubers-sur-Canche bedraagt 9,3 km², de bevolkingsdichtheid is 65,2 inwoners per km².
De onderstaande kaart toont de ligging van Boubers-sur-Canche met de belangrijkste infrastructuur en aangrenzende gemeenten.

## Demografie
Onderstaande figuur toont het verloop van het inwonertal (bron: INSEE-tellingen).